# Colonia 28 de Mayo
Colonia 28 de Mayo är en ort i Mexiko.   Den ligger i kommunen Acatlán och delstaten Hidalgo, i den sydöstra delen av landet, 110 km nordost om huvudstaden Mexico City. Colonia 28 de Mayo ligger 2 128 meter över havet och antalet invånare är 1 769.
Terrängen runt Colonia 28 de Mayo är platt norrut, men söderut är den kuperad. Runt Colonia 28 de Mayo är det tätbefolkat, med 286 invånare per kvadratkilometer. Närmaste större samhälle är Tulancingo, 9,6 km söder om Colonia 28 de Mayo. Omgivningarna runt Colonia 28 de Mayo är en mosaik av jordbruksmark och naturlig växtlighet.